# Дукі
Дукі́ (рос. Дуки) — селище у складі Солнечного району Хабаровського краю, Росія. Адміністративний центр Дукинського сільського поселення.

## Населення
Населення — 1727 осіб (2010; 1846 у 2002).
Національний склад (станом на 2002 рік):
- росіяни — 93 %